# Епископосян, Владимир Арустамович
Влади́мир Аруста́мович Епископося́н (род. 21 января 1950, Кировабад, Азербайджанская ССР, СССР) — советский и российский актёр театра и кино, Заслуженный артист Российской Федерации (2002).

## Биография
Родился 21 января 1950 года в Кировабаде. Во время учёбы на юридическом факультете Ереванского университета снялся в главной роли в фильме «Ахтамар» (студия Арменфильм). Затем окончил актёрское отделение Ереванского художественно-театрального училища и поступил на работу в Ереванский русский драматический театр имени Константина Станиславского. Дебют на сцене — Медведь в пьесе Евгения Шварца «Два клёна». Мастер спорта по баскетболу. Актёр Московского театра «Буфф».
Одна из первых ролей в кино — в фильме Бориса Дурова «Пираты XX века» (1980). Всего же на счету актёра — более 110 киноработ. Благодаря фактурной внешности Владимиру Епископосяну доставались в кино главным образом роли бандитов и отрицательных персонажей. Однако он сыграл также и заглавного героя в «Дон Жуане» (1987) Йонаса Вайткуса, эмира в исторической ленте «Бейбарс» (1989) Б. Мансурова. Актёра также приглашали сниматься в различных телесериалах («Маросейка, 12», «Что сказал покойник»).
Юмористические роли получил в фильме «Семь дней с русской красавицей», где сыграл негра из Эфиопии, и в комедии «На Дерибасовской хорошая погода, или На Брайтон-Бич опять идут дожди», где выступил в роли охранника казино.
Известен как «главный труп российского экрана». По подсчётам самого Епископосяна, его персонажи умирали в 50 из 112 фильмов, в которых он играл. Автор нескольких сценариев и сборников автобиографических новелл «Главный труп России» и «Новеллы главного бандита».

## Творчество

### Фильмография
- 1969 — Царь Чах-Чах (новелла «Ахтамар») — Юноша
- 1979 — Пираты XX века — пират
- 1984 — Блистающий мир — фонарщик
- 1984 — Приходи свободным — полководец
- 1985 — После дождичка в четверг — слуга Бабадура
- 1986 — На пороге —
- 1986 — Крик дельфина — Сэм
- 1986 — Наградить (посмертно) — прохожий, позирующий художнику
- 1985 — Русь изначальная — хазарский хан Эган Саол
- 1986 — На златом крыльце сидели — джинн
- 1986 — Нужные люди — посетитель в ресторане
- 1987 — Оглашению не подлежит — Махмуд
- 1987 — Загон — лидер исламистов
- 1987 — Дон Жуан — Дон Жуан
- 1987 — Поражение — Пирадзе
- 1987 — Посторонним вход разрешен — житель квартиры
- 1988 — Не забудь оглянуться — житель кишлака
- 1988 — Раз, два — горе не беда! — Сулейман
- 1988 — Час полнолуния — простолюдин-язычник
- 1989 — Бейбарс — длиннолицый / виночерпий
- 1989 — Ничего не случилось
- 1989 — Черный принц Аджуба
- 1990 — Восточный коридор или Рэкет по... — Горец
- 1990 — Мать Иисуса — кузнец
- 1990 — Зверобой — Пантера
- 1990 — Восточный коридор, или Рэкет по… — горец
- 1991 — Караван смерти — Али
- 1991 — Семь дней с русской красавицей — Мганга
- 1991 — Ближний круг — охранник Берии
- 1991 — Откровение Иоанна Первопечатника — Едигер
- 1991 — Как живёте, караси? — член банды
- 1992 — Мужская компания — «носорог»
- 1992 — На Дерибасовской хорошая погода, или На Брайтон-Бич опять идут дожди — армянский мафиозо в казино
- 1992 — Духи ада — Череп
- 1992 — Тридцатого уничтожить! — Шестой
- 1992 — Наш американский Боря — Хозе, ухажер
- 1992 — Завтрак с видом на Эльбрус — Джумбер
- 1992 — Ка-ка-ду — Абрек
- 1992 — В поисках золотого фаллоса — мафиози
- 1993 — Аномалия — Гоги, водитель фургона
- 1993 — Американский дедушка — кавказец
- 1993 — Итальянский контракт —
- 1994 — Империя пиратов — Мерсье
- 1992 — Игра — Гарик
- 1995 — Барышня-крестьянка — Вахтанг, псарь
- 1995 — Крестоносец — боевик
- 1996 — Линия жизни — турок
- 1997 — Танго над пропастью — сержант
- 1997 — Волшебный портрет — Кривой Джек
- 1997 — Невеста из Джермука
- 1998 — Чёрный океан — генерал
- 1998 — Ретро втроём — спутник Зины
- 1998 — Сочинение ко Дню Победы — Эдик, кавказец
- 1999 — Что сказал покойник — бородач
- 1999 — Вы будете смеяться
- 1999 — Китайский сервиз — Ахмед, абрек, и телохранитель Купца
- 2000 — Маросейка, 12 («Мокрое дело») — Хапсаев
- 2000 — Особый случай — Самех
- 2000 — Граница. Таёжный роман — катала
- 2001 — Курортный роман — Аристофан, спасатель на пляже
- 2001 — Сыщик с плохим характером — шашлычник
- 2003 — Сыщики 2 — Агасфер (фильм №5 «Уйти и не вернуться»)
- 2001 — 2003 — Next — кавказец Русик
- 2002 — Моя граница — Халид
- 2002 — Дружная семейка — Шейх
- 2002 — Стрела любви — Володя
- 2001 — Игры в подкидного — Азар
- 2001 — Я — кукла — Мурат
- 2002 — Ледниковый период — Султан
- 2002 — Сын неудачника — Володя
- 2003 — Оперативный псевдоним — Сурен
- 2003 — Каждый взойдет на Голгофу — «Герасим»
- 2004 — Золотая голова на плахе
- 2004 — "Тридцатый" возвращается — Аслан
- 2004 — Бальзаковский возраст, или Все мужики сво… — доктор
- 2004 — О любви в любую погоду — шашлычник
- 2005 — Семь раз отмерь — Георгий
- 2005 — Кушать подано! — Мамука
- 2005 — Даша Васильева-4 — Рифат
- 2005 — Жизнь — поле для охоты — Ашот
- 2006 — Грозовые ворота — араб Хабиб
- 2007 — Луна-Одесса — Вахтанг
- 2007 — Молодой Волкодав — жрец
- 2007 — Там, где кончается море — Джамал
- 2007-2010 — Путейцы — повар Георгий Тарабуев
- 2009 — Черный баран — Акоп
- 2009 — Аптекарь — Дробный
- 2009 — Участковая (3 серия — «Квартирный вопрос») — Эльчин Садыхов
- 2010 — Муж моей вдовы — Филипп
- 2010 — Однажды в милиции (59 серия «Человек и закон») — посетитель в милиции
- 2010 — Приключения в Тридесятом царстве — Джинн
- 2010 — Классные мужики — Резо
- 2011 — Товарищи полицейские (15-я серия «Грех») — Валера, банщик
- 2011 — Ночь одинокого филина — продавец овощей
- 2011 — Вождь разнокожих — азиатороссиянин
- 2013 — Розыск-3 — Анвар ("Абдулла"), дилер
- 2014 — Физрук (18 серия) — Хазарет, владелец кафе
- 2014 — Кавказская пленница! — шашлычник
- 2015 — Джуна — Муса Кастоев
- 2015 — День выборов 2 — пассажир в самолете

### Киножурнал «Ералаш»
- 1991 — Выпуск № 86 (сюжет «Там, вдали за рекой…»)[6] — Ахмет (в титрах — В. Епископасян)
- 1993 — Выпуск № 98 (сюжет «Спасатели»)[7] — хозяин квартиры (нет в титрах)
- 2003 — Выпуск № 160 (сюжет «Кто круче?»)[8] — заключённый в камере

### Реклама
Снимался в рекламе Банка «Империал» (ролик «Александр Македонский»).